# South El Monte
South El Monte, fundada en 1958, es una ciudad ubicada en el condado de Los Ángeles en el estado estadounidense de California. En el año 2000 tenía una población de 21,144 habitantes y una densidad poblacional de 2,830.4 personas por km².

## Geografía
South El Monte se encuentra ubicada en las coordenadas 34°2′56″N 118°2′54″O / 34.04889, -118.04833. Según la Oficina del Censo, la ciudad tiene un área total de 7,48 km² (2,9 mi²), de la cual 7,47 km² (2,9 mi²) es tierra y 0,1 km² (0 mi²) (0.2%) es agua.

### Localidad adyacentes
El siguiente diagrama muestra a las Localidad en un radio de 8 kilómetros (5 mi) de South El Monte.

## Demografía
Según la Oficina del Censo en 2000 los ingresos medios por hogar en la localidad eran de $24,656, y los ingresos medios por familia eran $34,349. Los hombres tenían unos ingresos medios de $21,075 frente a los $18,949 para las mujeres. La renta per cápita para la localidad era de $10,130. Alrededor del 19.0% de la población estaban por debajo del umbral de pobreza.